# 콜린 매클로린
콜린 매클로린(영어: Colin Maclaurin IPA: [ˈkɒlɪn məˈklɔrən], 스코틀랜드 게일어: Cailean mac Labhruinn 칼런 마크 라우르이뉴 IPA: [kʰalən maʰk ɫ̪auɾɯiɲ], 1698~1746)은 영국의 수학자이다. 매클로린 급수와 매클로린 부등식을 발견하였다.

## 생애
1698년 2월 스코틀랜드 아가일 뷰트의 작은 마을 킬모던(영어: Kilmodan)의 교회에서 태어났다. 아버지 존 매클로린(영어: John Maclaurin)은 목사였다. 매클로린은 갓난아기 때 아버지를 여의었고, 8세 때 어머니를 여의었다. 이후 목사였던 삼촌 대니얼 매클로린(영어: Daniel Maclaurin) 밑에서 자랐다.
11세의 나이에 글래스고 대학교에 입학하였고, 3년 뒤에 물리학에 대한 논문으로 석사 학위를 받고 졸업하였다. 이후 글래스고 대학교에서 신학을 공부하다가, 19세 때 애버딘 대학교 수학 교수가 되었다. 이는 2008년에 알리아 사버(영어: Alia Sabur)가 18세의 나이로 대한민국 건국대학교의 교수가 되기 전까지 세계 최연소 대학 교수 기록으로 남아 있었다.
1719년과 1721년에 런던으로 가 아이작 뉴턴 등의 지식인들과 교류하였으며, 왕립 학회의 회원으로 선출되었다. 1725년에 아이작 뉴턴의 추천으로 에든버러 대학교 조수가 되었고, 같은 해에 교수가 되었다.
1733년에 앤 스튜어트(영어: Anne Stewart)와 결혼하였으며, 7명의 자녀를 두었다. 1745년에 재커바이트의 난 동안 에든버러를 수비하는 데 중요한 역할을 하였다. 9월 17일에 에든버러가 함락되자, 매클로린은 잉글랜드 요크로 피난하였다. 피난 도중에 부종에 걸렸다. 이듬해에 재커바이트 군이 패배한 뒤 에든버러로 돌아왔으나, 곧 6월 14일에 48세의 나이로 사망하였다.

## 참고 문헌
- Bruneau, Olivier (2011). 《Colin Maclaurin, l'obstination mathématicienne d'un newtonien》 (프랑스어). Presses Universitaires de Nancy.
- Hedman, Bruce A. (2000년 9월). “Colin Maclaurin's quaint word problems”. 《College Mathematics Journal》 (영어) 31: 286-288. doi:10.2307/2687418. JSTOR 2687418.